# Zungenwurst

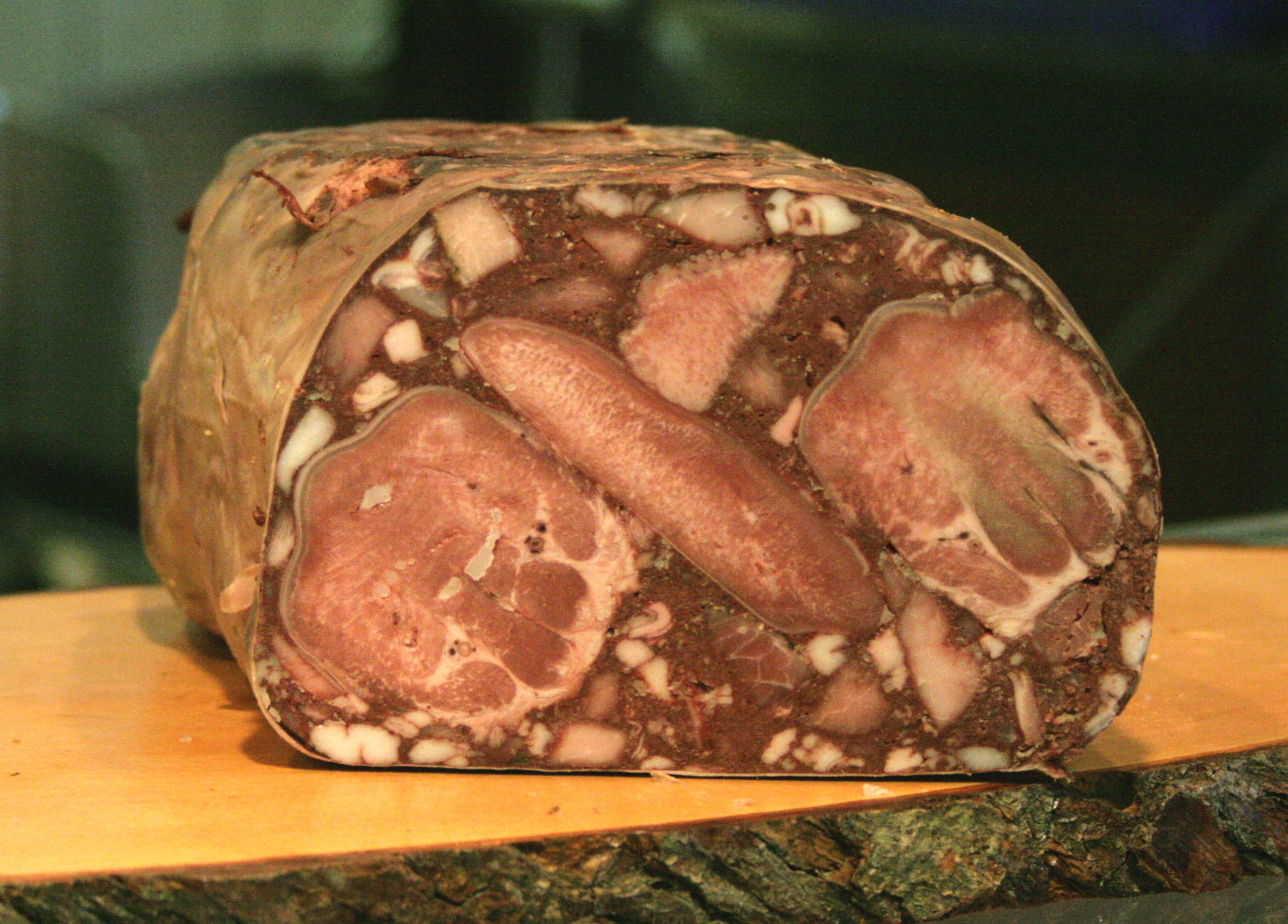

El zungenwurst es un tipo de queso de cabeza alemán hecho con sangre de cerdo, sebo, harina de avena, migas de pan y lengua de vaca o cerdo. Se cuece generalmente en mantequilla o grasa de tocino y tiene un aspecto final similar a la morcilla.

## Características
Se presenta en forma de barra de 15 a 20 cm de diámetro, embutida en tripa natural de estómago de cerdo (colon) y oscila entre los dos y tres kilos. El corte presenta una textura oscura en la que se puede observar los diferentes ingredientes (generalmente en trozos de diferentes tamaños). Suele contener un 50% de la masa procedente de la morcilla y el otro de las diferentes partes de lengua de cerdo. Se suele tomar sola cruda (antiguamente formaba parte de los desayunos de los agricultores) y alguna vez forma parte de otros platos. El embutido una vez cortado aguanta una semana en la nevera.

## Variantes
Es similar el Zungenwurst a la botifarra traidora que es una botifarra elaborada con los mismos ingredientes (con la diferencia de que no es ahumada). 